# 一身独立して一国独立す
一身独立して一国独立す（いっしんどくりつしていっこくどくりつす）は、福澤諭吉によって残された言葉。

## 概要
人間というのは努力するかしないかによってその後の人生が変わるのと同様に、国家も豊かで強かった国が貧弱に成ることもあればその逆もある。国家を豊かにするためまずは一身の独立を目指して、それによって一国を豊かにするべきということであった。独立者になるためには、まずは自分自身の独立をはかり、それから他人の独立を助けるという形で社会の進歩に貢献するということであった。
この言葉は『学問のすゝめ』で述べられていた言葉であった。これによると学問の目的というのが「一身独立して一国独立する」であった。独立できていない人間というのは他人から侮られ軽んぜられるのだが、これは国家も同じとのことであった。国民は甘えや卑屈や依存心から脱却して、日本は自分たちの国であるという気概を持たない限り、日本は近代国家として認められるということは無いとのことであった。